# Ňagov
Ňagov es un municipio del distrito de Medzilaborce en la región de Prešov, Eslovaquia, con una población estimada a final del año 2024 de 365 habitantes.
Se encuentra ubicado al noreste de la región, cerca del río Laborec (cuenca hidrográfica del río Tisza) y de la frontera con Polonia.

## Demografía
| Año        | 1994 | 2004     | 2014    | 2024     |
| ---------- | ---- | -------- | ------- | -------- |
| Población  | 472  | 418      | 430     | 365      |
| Diferencia |      | −11,44 % | +2,87 % | −15,11 % |

| Año        | 2023 | 2024    |
| ---------- | ---- | ------- |
| Población  | 363  | 365     |
| Diferencia |      | +0,55 % |